# Евстахиева труба
Евстахиева труба (или слуховая труба; лат. tuba Eustachii, tuba auditiva) — канал, сообщающий полость среднего уха с глоткой. Названа в честь описавшего её Бартоломео Эустахио — итальянского врача и анатома XVI века, но впервые была описана гораздо раньше — древнегреческим врачом Алкмеоном Кротонским (V в до н. э.), чьё открытие было забыто.
Впервые появляется у амфибий, хотя у бесхвостых и некоторых других амфибий, а также рептилий амфисбен её нет, как нет и среднего уха вообще. Нет евстахиевой трубы у змей. Оба эти случая представляют, вероятно, результат упрощения. Нередко отверстия обеих труб слиты в одно (безъязычные амфибии и некоторые рептилии). Морфологически евстахиева труба представляет часть жаберной щели, а физиологически служит для уравновешивания разницы атмосферного давления извне и в полости среднего уха.
Евстахиева труба служит для доступа воздуха из глотки в барабанную полость, чем поддерживается равновесие между давлением в этой полости и внешним атмосферным давлением, что необходимо для правильного проведения к лабиринту колебаний барабанной перепонки.
Слуховая труба состоит из костной и хрящевой частей, которые соединяются между собой. На месте их соединения (isthmus tubae) канал трубы наиболее узок. Костная часть трубы, начинаясь в барабанной полости отверстием, ostium tympanicum tubae auditivae, занимает нижний больший отдел мышечно-трубного канала (semicanalis tubae auditivae) височной кости.
Хрящевая часть, составляющая продолжение костной, образована эластическим хрящом. Книзу труба оканчивается на латеральной стенке носоглотки глоточным отверстием, ostium pharyngeum tubae auditivae, причем край хряща, вдаваясь в глотку, образует torus tubarius.
Слизистая оболочка, выстилающая слуховую трубу, покрыта мерцательным эпителием и содержит слизистые железы, glandulae tubariae, и лимфатические фолликулы, которые у глоточного устья скапливаются в большом количестве (трубная миндалина). От хрящевой части трубы берут начало волокна m. tensor veli palatini, вследствие чего при сокращении этой мышцы во время глотания просвет трубы может расширяться, что содействует вхождению воздуха в барабанную полость.
Иннервируется веточкой барабанного нерва, который в свою очередь является ветвью языкоглоточного. Воспаление слуховой трубы называется тубоотит (евстахиит).